# Tamanend
 (septembre 2016).
Si vous disposez d'ouvrages ou d'articles de référence ou si vous connaissez des sites web de qualité traitant du thème abordé ici, merci de compléter l'article en donnant les références utiles à sa vérifiabilité et en les liant à la section « Notes et références ».
Tamanend ou Tammany, surnommé « l'Affable » (1628-1698), est un grand chef amérindien de la nation Lenape qui vivait dans la vallée du Delaware, dans l'Est de l'Amérique du Nord, à proximité de la Nouvelle-Néerlande.

## Biographie
Tamanend fut un chef pacifiste qui lia des relations amicales entre les Amérindiens et les colons anglais qui s'établissaient dans la région du Delaware, notamment dans ce qui allait devenir la Pennsylvanie à la suite de William Penn.
En 1680, Tamanend participa à une réunion réunissant les principaux chefs de la nation Lenni-Lenape et les dirigeants de la colonie anglaise de Pennsylvanie sous un grand orme dans le village de Shakamaxon. Là, Tamanend aurait déclaré que les Lenni-Lenape et les colons anglais devront « vivre en paix tant que les eaux courront dans les rivières et les ruisseaux, et aussi longtemps que les étoiles et la lune brilleront ». Ces mots furent immortalisés sur la statue de Tamanend qui se dresse aujourd'hui au cœur de Philadelphie.
En 1682, William Penn fonda la ville de Philadelphie. Il souhaitait que cette cité servît de port et de centre politique. Même si Charles II lui en avait donné la propriété, William Penn acheta la terre aux Amérindiens afin d’établir avec eux des relations pacifiques. 

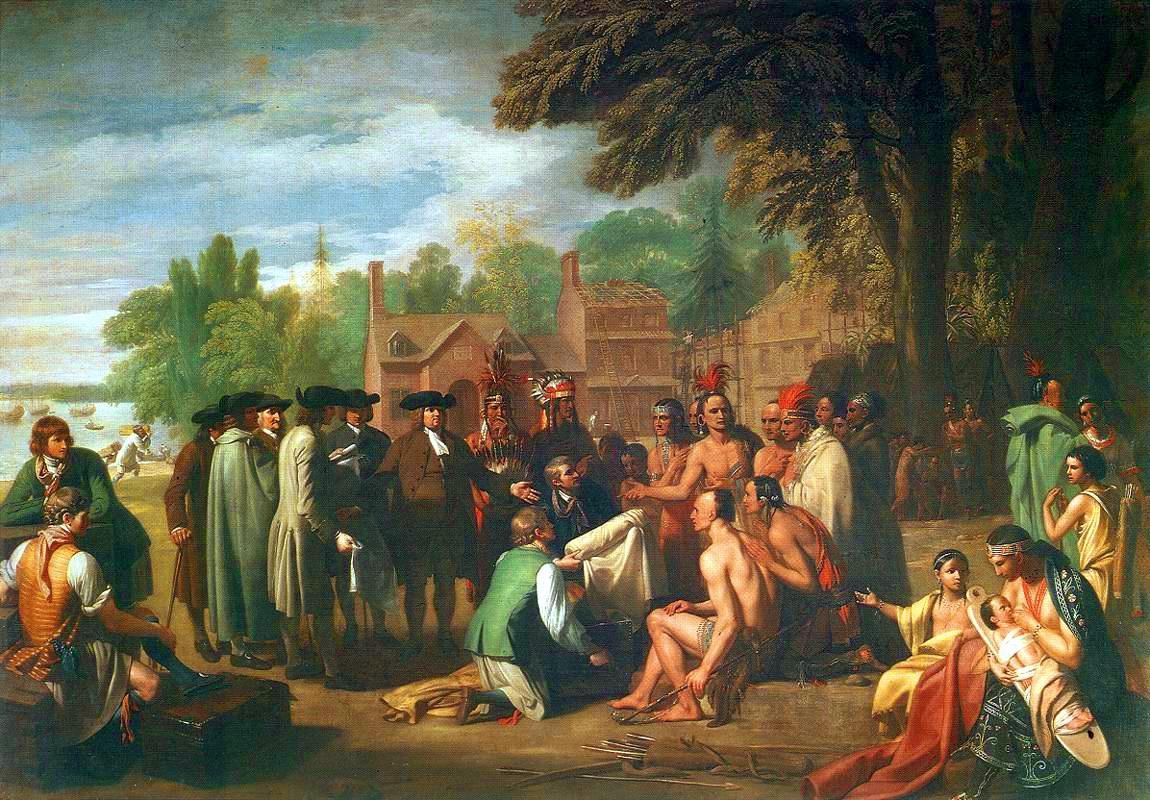
Traité de William Penn avec les Indiens par Benjamin West, représentant William Penn négociant avec Tamanend.

Tamanend signa un traité d’amitié avec William Penn à Shackamaxon en 1682.
Il mourut en 1698.
Après sa mort, un mythe se créa autour de sa personne qui prit avec le temps de l'importance. Il fut surnommé « king Tammany », « Saint Tammany » et « Saint Patron de l'Amérique ».
La population de Philadelphie organisa une « Tammany society » et un festival Tammany.
Le Tammany Hall est le nom d’une organisation associée au parti démocrate, qui a joué un rôle majeur à New York entre 1790 et les années 1960.
La paroisse de Saint-Tammany, située en Louisiane, porte son nom.